# Городище Террошу

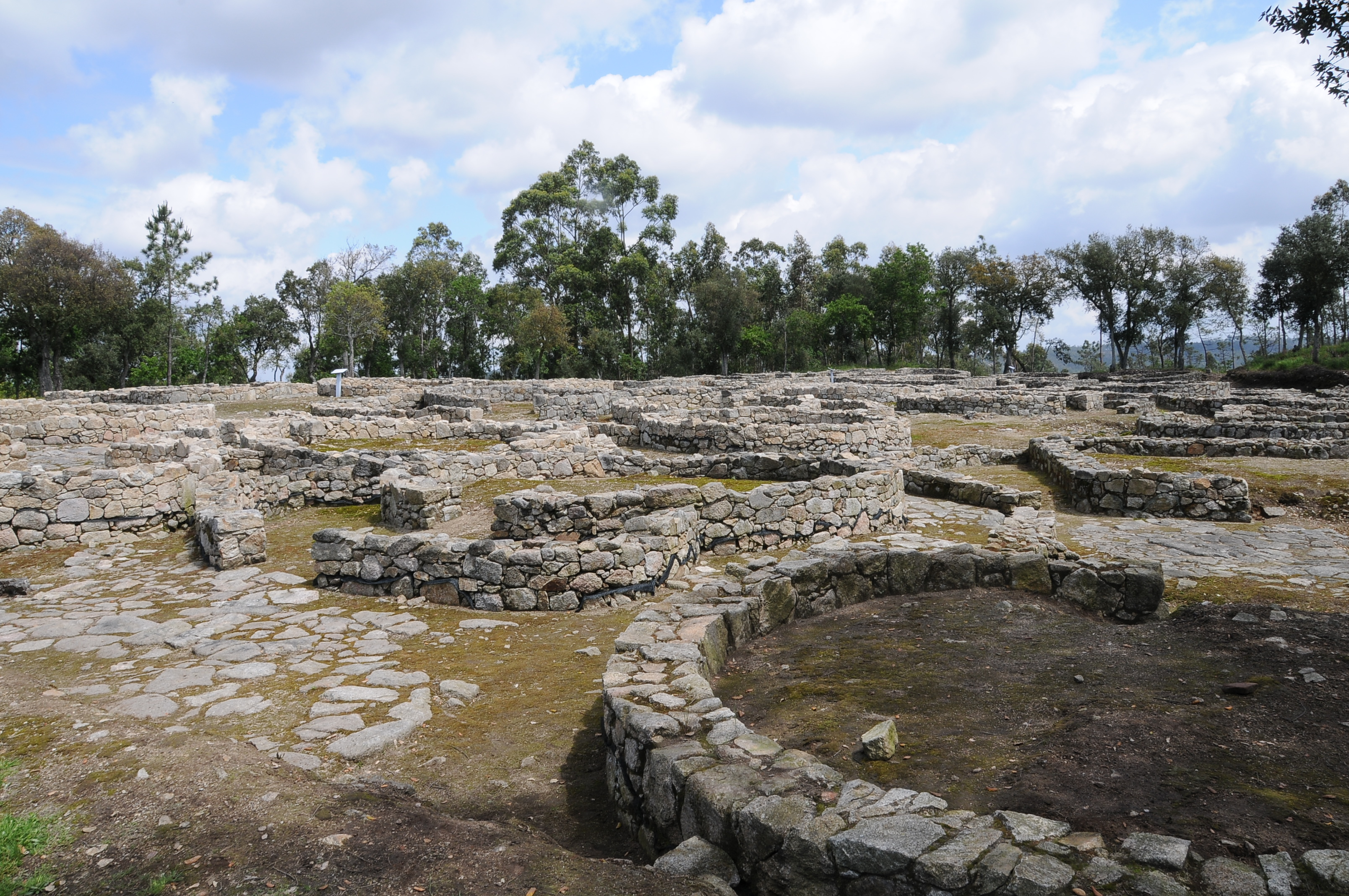
Нині руїни городища. Падіння міста стало основою книги «Uma Deusa na Bruma» (Богиня в тумані) Джоау Агіара.

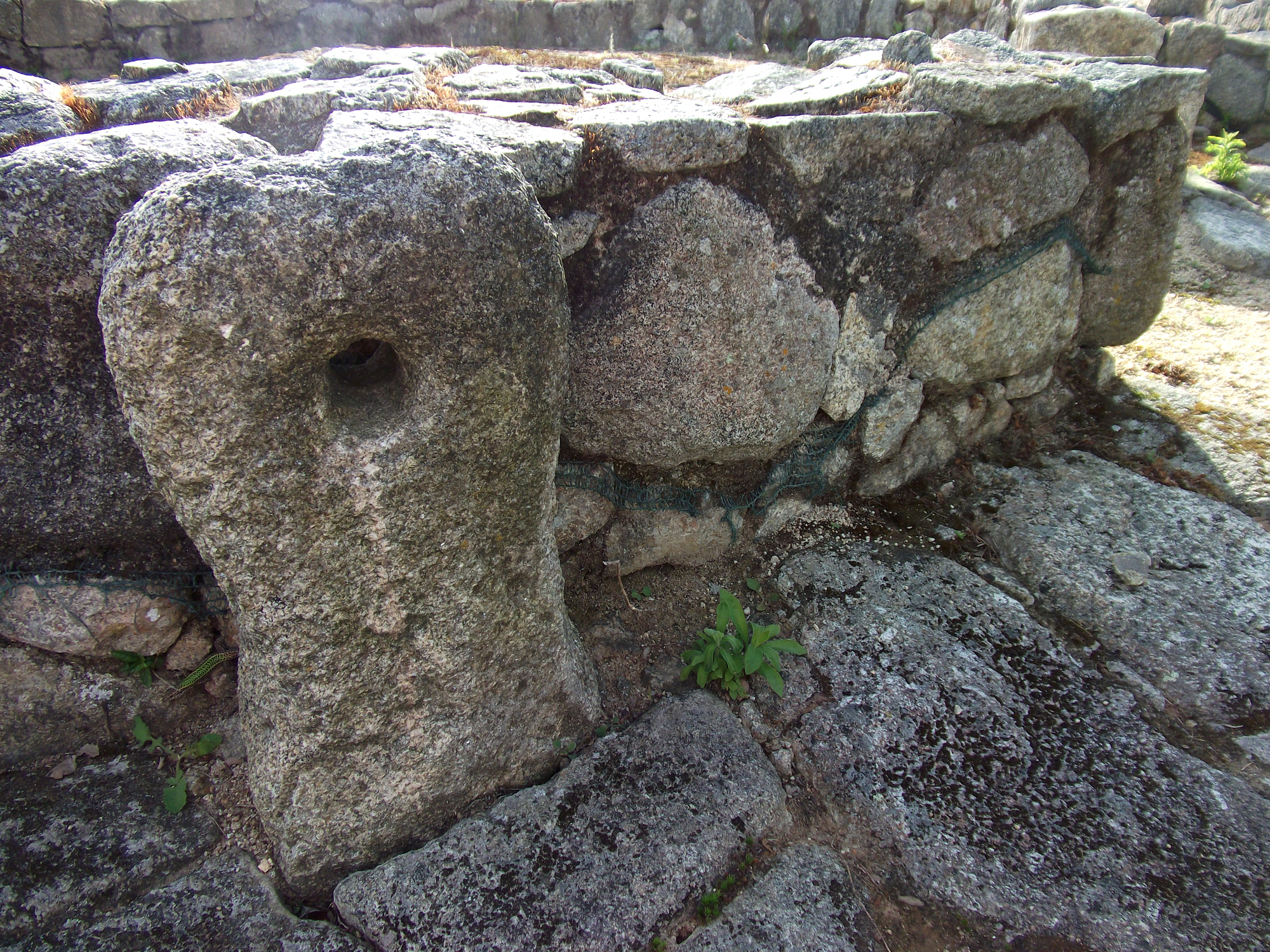
Камінь, розміщений на вході будинку.

Городище Террошу (порт. Cividade de Terroso) — древнє місто культури Кастру на північно-західному узбережжі Піренейського півострова, розташований біля нинішнього русла річки Аве, у передмісті сучасного Повуа-де-Варзін, Португалія.
Розташоване в самому центрі регіону Кастру  городище відігравало провідну роль у ранній урбанізації регіону на початку І тисячоліття до нашої ери, як одне з найдавніших, найбільших і неприступних поселень Кастру. Воно мало важливе значення в прибережній торгівлі  оскільки розміщене на мережі налагоджених морських торгових шляхів з Середземномор'я. Кельтський, а пізніше карфагенський вплив добре помітний. Місто було врешті-решт знищене після римських завоювань у 138 році до н. Ім'я міста в античності не відоме, але воно було відоме ще в середні віки як Civitas Teroso (Місто Террошу). Городище побудоване на вершині пагорба Цивідаде, у приміському районі Террошу, менше 5 км від узбережжя, біля східного краю сучасного Повуа-де-Варзін.
Поза межами головного городища відомі три форпости: Кастру де Лаундуш (наглядовий пост цитаделі), Кастру де Навайш (подалі від городища, фонтан залишається донині) та Кастру де Аргівай (фермерський будинок культури Кастру) на прибережній рівнині. Городище Террошу розташоване всього в 6,3 км від міста Cividade de Bagunte на північному березі річки Аве.

## Історія

### Поселення

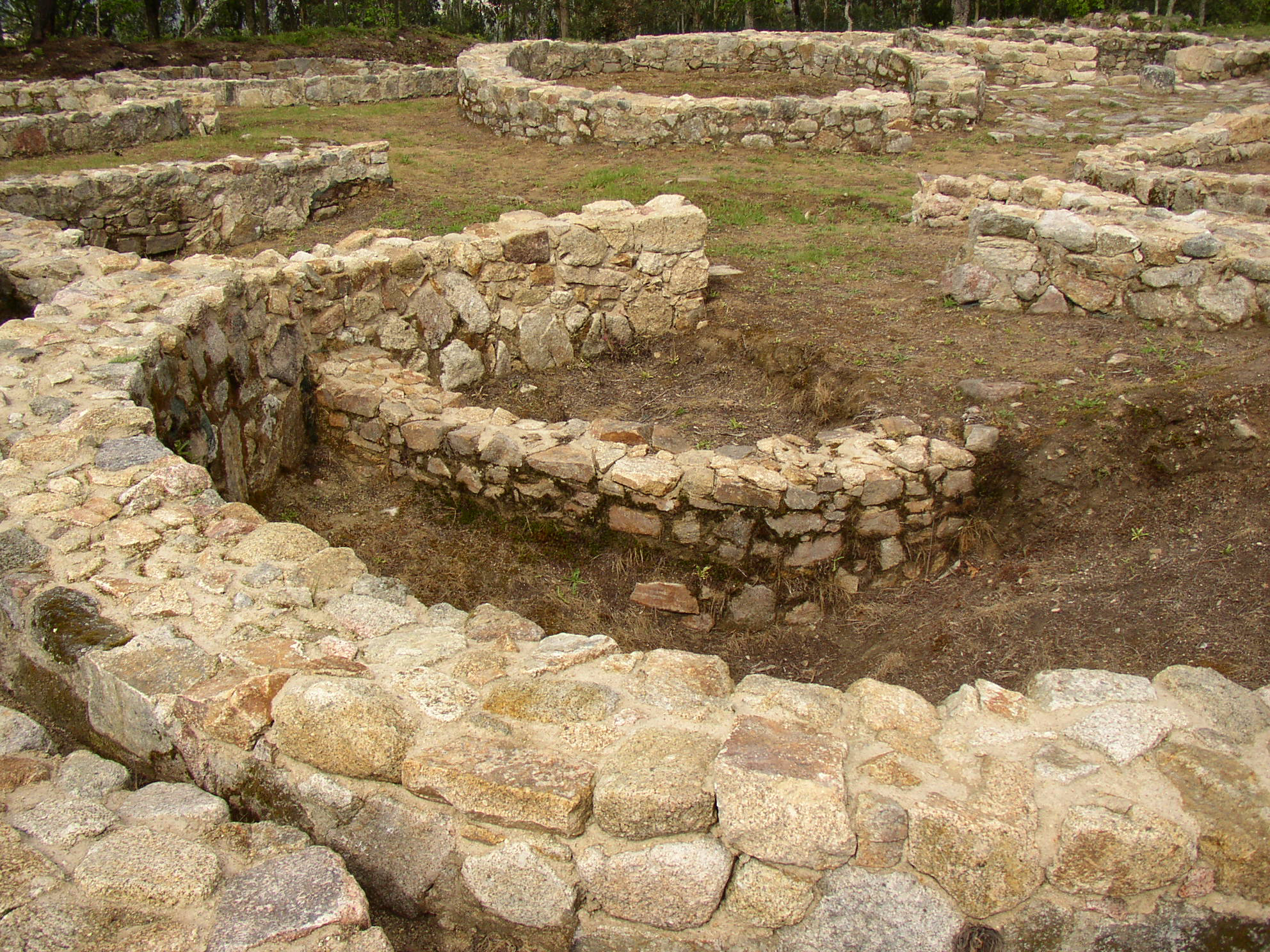
Руїни городища.

Поселення Террошу було засноване в епоху бронзи, між 800 і 900 рр. до н.е., внаслідок переселення людей, що населяли родючу рівнину Бейріз і Варзеа, у Повуа-де-Варзін. Ці дані підтверджуються відкриттям яйцеподібних вигрібних ям, розкопаних у 1981 році Арманду Коелью, де він зібрав фрагменти чотирьох ваз попереднього періоду до створення городища. Городище є частиною найдавніших поселень культури Кастру, таких як Санта-Лузія або Роріз.
Місто процвітало завдяки потужним оборонним стінам та розташуванню біля океану, що сприяло торгівлі з морськими цивілізаціями Середземного моря, головним чином під час панування Карфагену на південно-східному Піренейському півострові.

### Вбивство Віріату

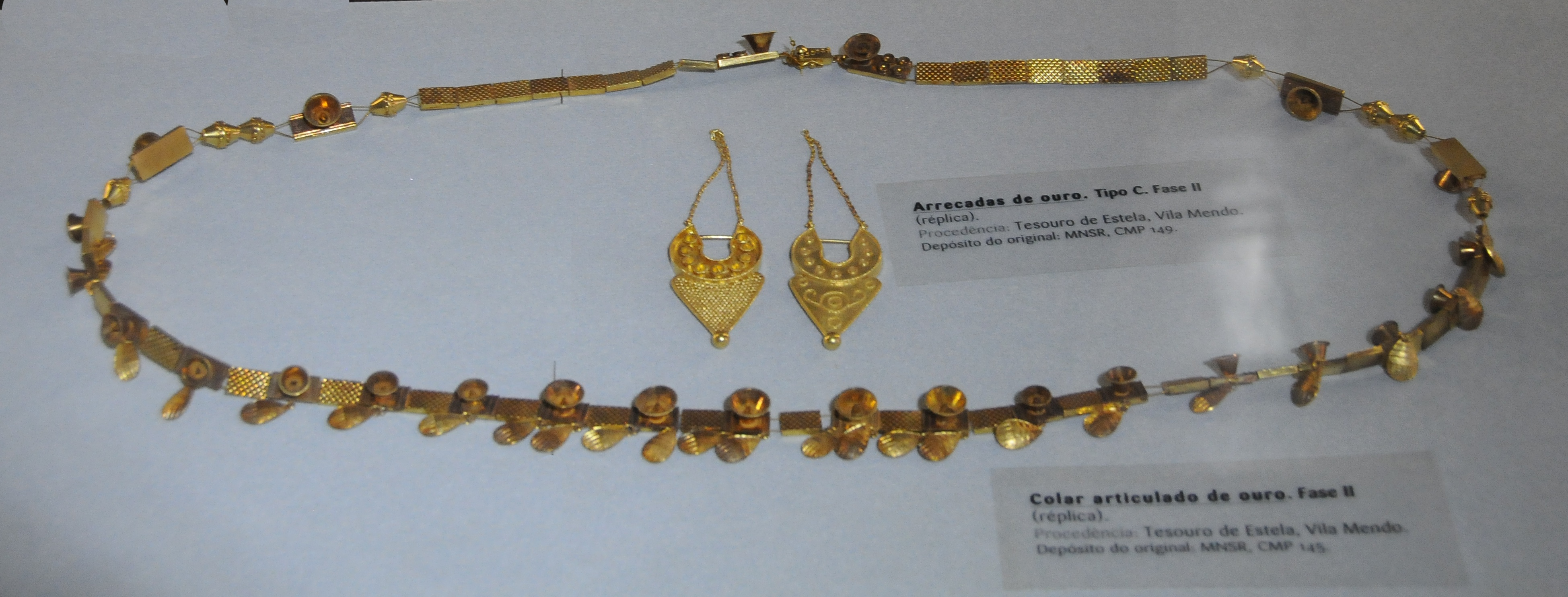
Скарб Вілла Менду (на зображенні репліка) та сережки Лаундуш.

Торгівля врешті привернула римську увагу під час Пунічних воєн і римляни дізналися про багатство регіону Кастру на золото та олово. Віріат керував військом Лузітаниської конфедерації, яка включала кілька племен, ускладнюючи просування Римської республіки до річки Дору, але його вбивство в 138 р до н.е. відкрило шлях для римських легіонів. Городище та культура Кастру загинули наприкінці Лузитанської війни. Проте напади на римські поселення продовжувалися.

### Римські завоювання
Децимус Юній Брут був відправлений до римської провінції Гіспанія, щоб розібратися з бунтівними племенами. Його похід з метою анексії регіону Кастру (племенів Каллакі) до Риму. Страбон писав, ймовірно, описуючи цей період: «поки їх не зупинили римляни, які принизили їх, і звели більшість їхніх міст до простих сіл» (Страбон, III.3.5). До таких міст належали Абобрига, Ламбріяка та Цінанія. Ламбріака мала союз з Римом, але повстала після тиску з боку місцевих, оскільки їх сприймали як зрадників у регіоні. Це призвело до повстання, але після місяців облоги місто запросило миру.
Важливе місто Цінанія було багатим і зберегло свою незалежність завдяки міцним оборонним стінам міста. Брут хотів завоювати його, перш ніж покинути Іберію, щоб не залишати цього завоювання іншим чиновникам. Він запланував облогу. Римляни використовували катапульти для того щоб зруйнувати стіни міста, але жителі чинили відчайдушний опір. Римлянам довелося відступити. Цінаніяни використовували тунель для несподіваного нападу на римський табір, та знищили катапульти. Тим не менше, Аппіан згадав про дві битви під керівництвом Брута, у яких жінки воювали поряд з чоловіками, обидві закінчились римською перемогою. Археологічні дані в городища Террошу та оборона до останнього, у якій брали участь навіть діти, демонструють жорстокість завоювання.
Після захоплення римлянами городище перебудували і воно стало сильно романізоване. Повернувшись, Брут здобув почесне ім'я Callaecus на честь завоювання галлеків. Плутарх  називає його як "Брут, який переміг Лузитанію".

### Занепад
Регіон був включений до складу Римської імперії і повністю заспокоївся під час правління Цезаря Августа. На прибережній рівнині була створена римська вілла, відома під назвою Villa Euracini. Поблизу нової вілли побудували виробництво риби та водойми для випаровування солі, а пізніші - з cetariæ та житловий комплекс, причому одна з таких споруд датувалась І століттям. Римляни будували дороги, включаючи Via Veteris, некрополь та розробляли знамениті місцеві копальні, які стали називатися Aqualata. Починаючи з І століття і в період імперії, почалося повільний відхід населення з пагорбу Цивідаде.

### Археологія 20 століття

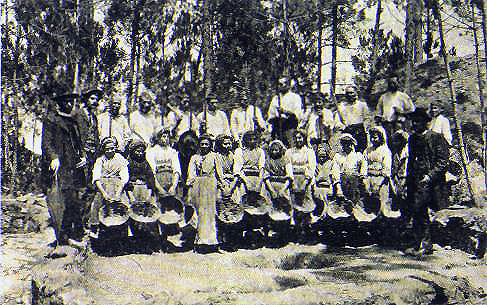
Група робітників, які здійснили розкопки в 1906 році городища.

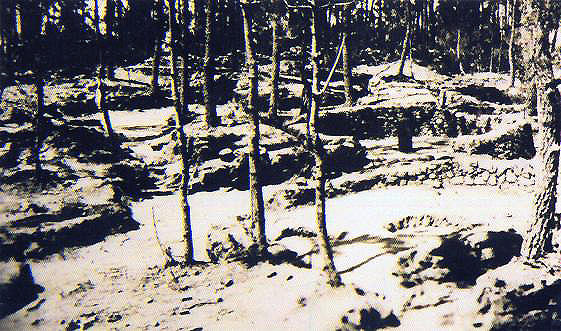
Городище під час перших розкопок у 1906 році.

На початку 20 століття Роша Пейксоту закликав свого друга Антоніу душ Сантуш Граса оплатити археологічні роботи.

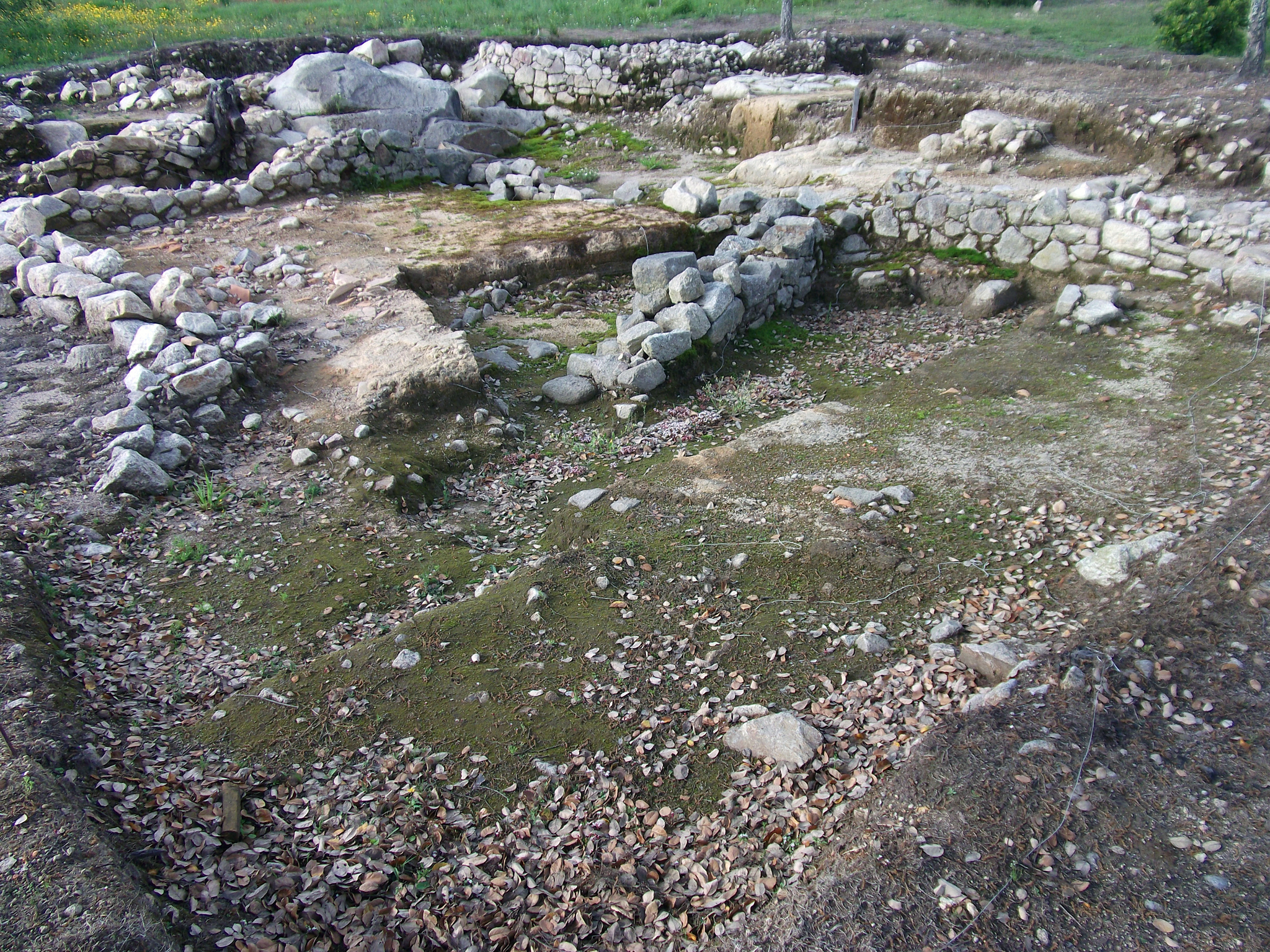
Поза межами акрополя сучасні археологічні дослідження виявили більше будівель.

У 1906 р. 5 червня розпочалися розкопки з 25 працівниками і тривали до жовтня, коли були перервані через негоду; вони продовжилися в травні 1907 року, закінчивши в тому ж році. Виявлені матеріали відвезли до музеїв міста Порту.
Після смерті Роші Пейксоту в 1909 році деякі камені городища були використані для мощення вулиць у Повуа-де-Варзін, зокрема вулиці Rua Santos Minho та Rua das Hortas. Інколи групи скаутів португальської молоді у 1950-х і 1960-х років робили розкопки у пошуках археологічних скарбів. Цей археологічний вандалізм продовжувався навіть після того, як городище було занесено у власність, що представляє суспільний інтерес у 1961 році.
У 1980 році мерія Повуа-де-Варзін запросила Арманду Коелью на продовження розкопок. Роботи відновились у 1989 та 1991 роках. Ратуша придбала площу акрополя та спорудила на вході невеликий археологічний музей.
У 2005 році групи португальських та іспанських археологів почали вивчати можливість внести до об'єктів Всесвітньої спадщини ЮНЕСКО цього городища та шести інших.

## Оборонна система
Найбільш типовою характеристикою городища є його оборонна система. Мешканці жили на пагорбі щоб захиститися від нападів і розкрадань від суперницьких племен. Городище було споруджено на висоті 152 метри - місце для спостереження за всім регіоном. Північна сторона була перекрита пагорбом Сан-Фелікс, де був побудований Кастро де Лаундос з другого століття до нашої ери, який служив наглядовим пунктом.
Городище Террошу - одна з найкраще захищених цитаделей культури Кастру, його акрополь був оточений трьома кільцями стін. Ці стіни будувалися на різних етапах, через зростання міста.
Стіни мали великі блоки без розчину і були пристосовані до топографії пагорба. Зони легшого доступу (Південь, Схід та Захід) мали високі, широкі та стійкі стіни; в той час як сторона із крутими схилами була захищена менше.

## Міська структура
В межах міських стін існували різноманітні типи споруд, включаючи похоронні місця, які є надзвичайно рідкісними у світі культури Кастру. На своєму піку акрополь мав 12 га і його населяло кілька сотень людей.
Кожен квадрант містечка розділений на сімейні групи навколо приватної площі, які майже завжди вимощені плитами. Деякі будинки мали подвір'я. 

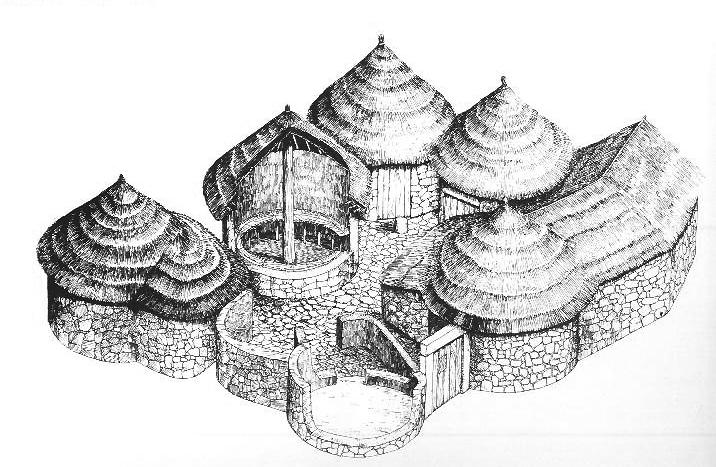
Група будинків родини.

Сімейні групи, що мають чотири-п’ять кругових відділів, оточують брукований двір, де сходилися двері різних відділів. Це центральне подвір’я мало важливу роль у сімейному житті, як територія, де проходили щоденні родинні заходи.
Інтер’єри будівлі до римського періоду мали підлоги з суглинку або піску.

### Вулиці

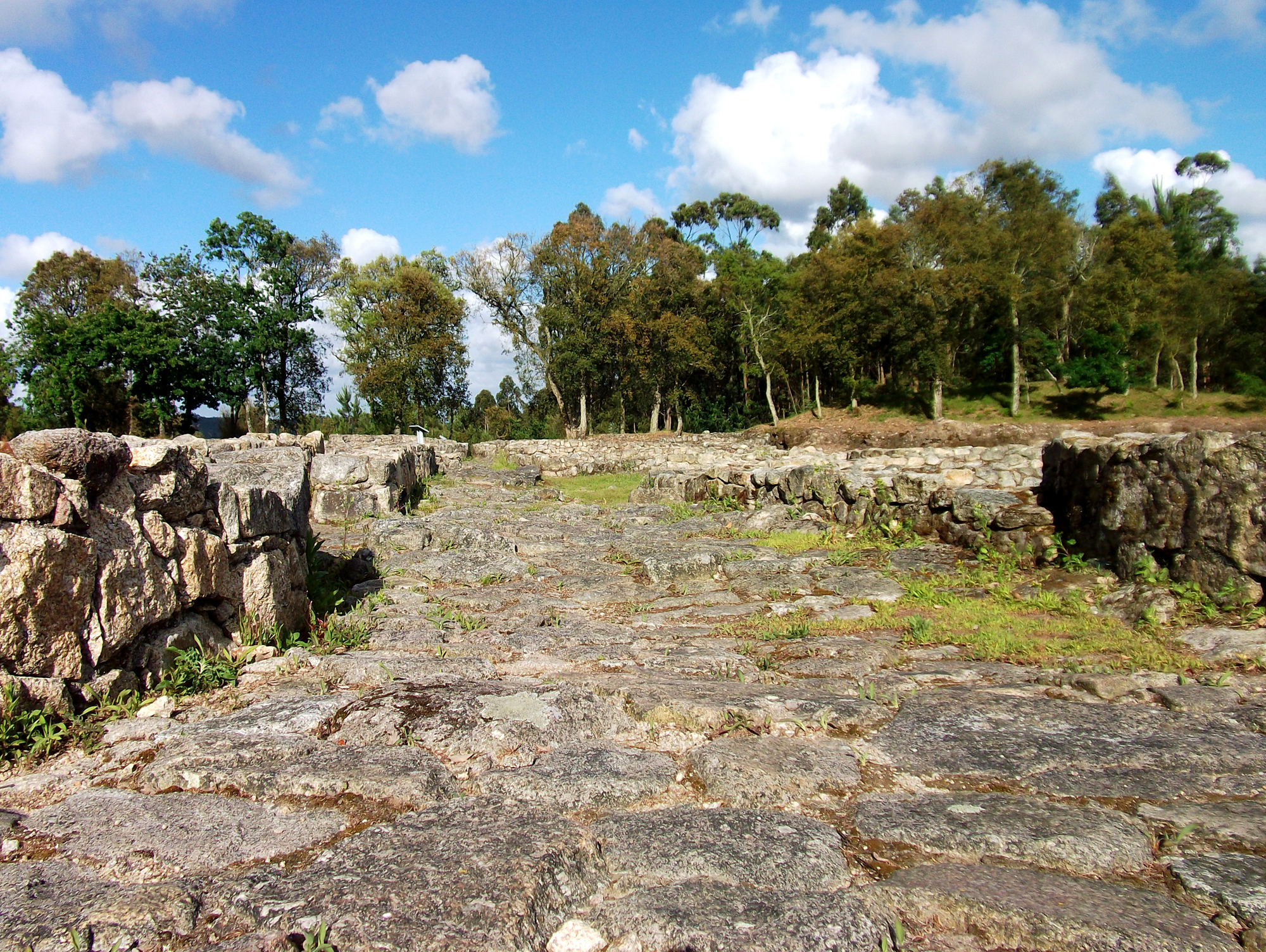
Вулиця Декумана.

Сімейні групи будинків були розділені вузькими дорогами з деякими громадськими просторами. Дві головні вулиці мали типову римську орієнтацію Декуману та Кардія.
Декуманус був головним проспектом міста, який вів паралельний стіні зі Сходу на Захід і трохи вигинався на Південний Захід від перехрестя з Кардієм (вулиця Північ-Південь), доходив до входу цитаделі. Вхід був виконаний невеликим спуском до дороги, якою і сьогодні користуються для входу в місто.
Ці головні дороги розділили поселення на чотири частини. Кожна з цих частин мала чотири-п'ять сімейних груп будинків.
У деяких частинах міста були виявлені залишки каналізації або вузьких каналів; їх можна було використовувати для відводу дощової води.

## Культура
Населення працювало в сільському господарстві, а саме у вирощуванні зернових і садівництві, рибальстві, збиральництві, вівчарстві та обробці металів, текстилю та кераміки. Культурні впливи помітні з Піренейського півострова та з Середземномор'я через торгівлю.

### Кухня

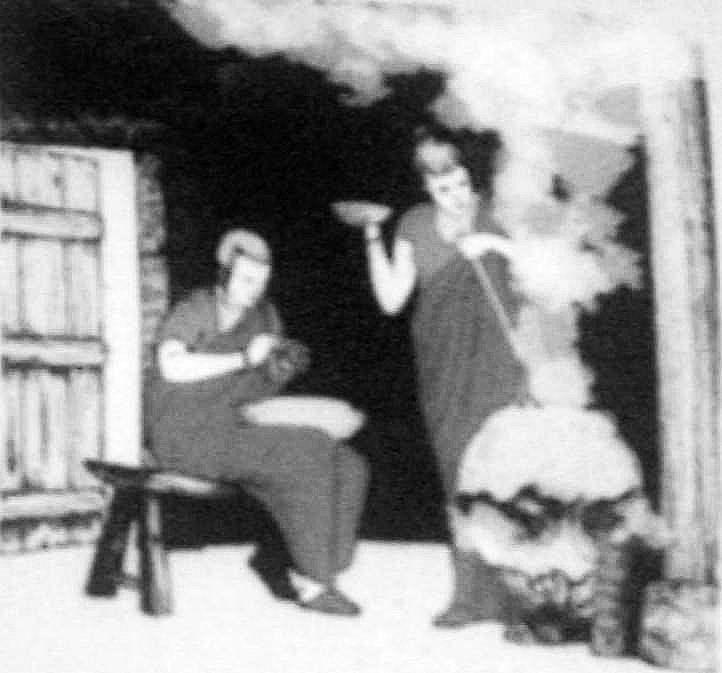
Населення переважно жило від сільського господарства, але вони також їли морепродукти, хліб та полювали на тварин.

Населення жило переважно з сільського господарства, головним чином з культур таких злаків, як пшениця та ячмінь, а також овочів (Біб кінський) та жолудів.
Вони їли сирі або варені равлики, мідії та морськиї їжаків.  Зважаючи на відсутність археологічних доказів, риболовля не була регулярною діяльністю, однак виявленні гачки свідчать, що люди Кастро могли ловити рибу значних розмірів, таких як окунь.
Ячмінь вирощували для виробництві пива, яке отримало прізвисько зитос (zythos). Пиво греками та римлянами вважалося варварським напоєм з огляду на те, що вони звикли до вина. Жолуді розтирали, щоб отримати борошно.
Збір дикорослих рослин, плодів, насіння та коріння доповнював харчовий раціон; вони також їли дику ожину, кульбабу, конюшину і навіть ламінарію. Деякі з цих овочів досі використовують у місцевій кухні. Римляни запровадили вино та оливкову олію.
З тварин жителі використовували коней, свиней, корів та овець. Існувало культурне табу проти поїдання коней чи собак.

### Ремесла

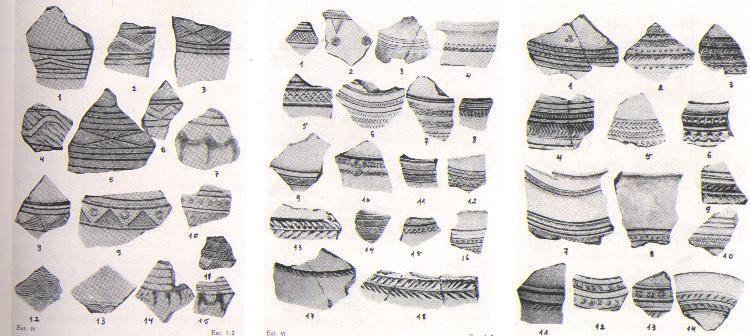
Кераміка мала багато різних малюнків.

Кераміка (келихи та вази) еволюціонувала протягом століть, від примітивної до використання гончарних коліс. Однак амфори та скло з'явилися в римський період. Ці амфори служили для транспортування та зберігання круп, фруктів, вина та оливкової олії.
Було виявлено чимало залишків металургійної діяльності та виявлено велику кількість шлаку, фібул, фрагментованих предметів заліза та інших металів, переважно свинцю, міді / бронзи, олова та, можливо, золота. Вороби з міді та її сплавів були однією з найпоширеніших видів діяльності міста. Залізо використовувалося для багатьох предметів щоденного вжитку, були знайдені деякі цвяхи, а також гачки та наконечник коси чи кинджали.

### Релігія та ритуали смерті
Люди Кастру мали велику кількість божеств, але в прибережній місцевості, де знаходиться місто, Косус (Cosus), божество, пов’язане в більш пізні періоди з римським богом Марсом, переважало.
Деякі вигрібні ями, наприклад, організовані у вигляді п’ятикутника. Їх функція невідома, але, можливо, мала якусь магічно-релігійну функцію.
Похоронний ритуал городища був, ймовірно, спільним для інших доримських народів Португалії.
Ритуалом городища був обряд кремації та розміщення попелу мертвих у невеликих вигрібних колах з прикрасою з каменю в інтер’єрі будинків. У пізніші періоди попіл вкладався у зовнішній частині будинків, але все ще всередині сімейного середовища.

## Музей

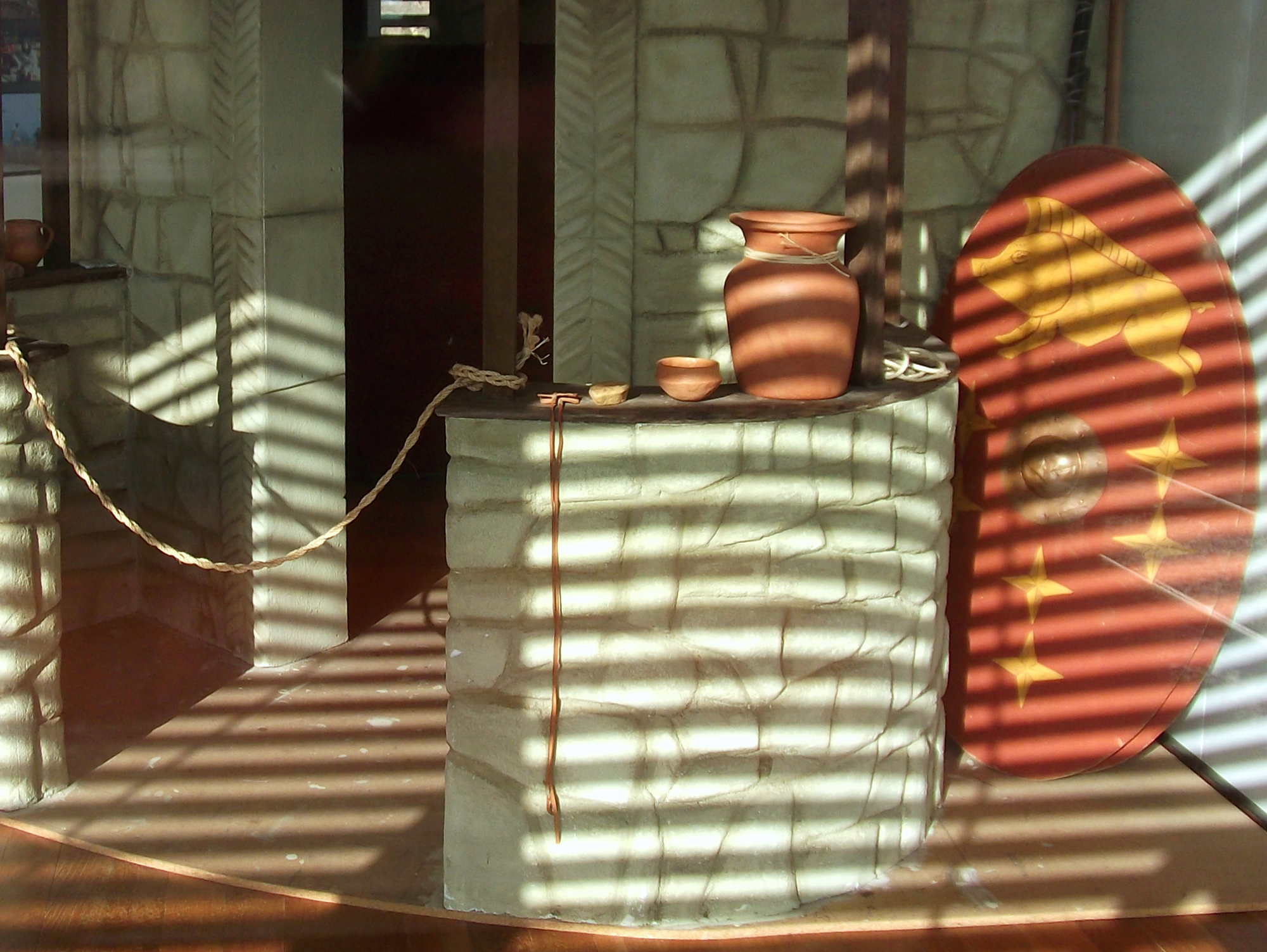
Муляж будинку в музеї.

У в'їзді до міста є невеликий музей. 